# Częstochowa Stradom
Częstochowa Stradom – druga co do wielkości stacja kolejowa Częstochowy, położona w dzielnicy Podjasnogórska (do 2004 roku w dzielnicy Stradom). Dworzec kategorii „A” (aglomeracyjny).
W roku 2018 stacja obsługiwała 1000–1500 pasażerów na dobę.

## Ruch pasażerski
| Rok  | Wymiana pasażerska na dobę |
| ---- | -------------------------- |
| 2018 | 1 000-1 500                |
| 2022 | 1300                       |

## Gmach stacyjny
Budynek dworca jest dwubryłowy. Budynek jest podpiwniczony, główna część gmachu jest trzykondygnacyjna, po wschodniej stronie znajduje się jednokondygnacyjna dobudówka kotłowni. Budynek wzniesiono z otynkowanej cegły, część budynku olicowano płytami z
piaskowca; strop budynku jest żelbetowy. Od wewnątrz ściany wybudowano z użyciem cegły ceramicznej i zaprawy wapiennej, otynkowano. Zadaszenie drewniane kryte blachą. Kubatura budynku to 7756 m³, a powierzchnia użytkowa pomieszczeń – 1466 m².
Obecnie w jego budynku siedzibę ma też Muzeum Historii Kolei, bufet i firma usługowa.

## Historia
W 1903 roku, gdy uruchomiono linię kolejową Częstochowa–Herby, w pobliżu ul. Kościelnej (obecnie Loretańskiej) wybudowano dworzec Stradom (jego budynek nie zachował się). Osiem lat później (1911), gdy linię tę przedłużono do Kielc i przekuto na szerokotorową, przeniesiono dworzec w dzisiejsze miejsce. Po II wojnie światowej budynek podwyższono o jedno piętro, zlikwidowano wieżę i otynkowano ceglano-kamienną elewację. Przed VI Światowym Dniem Młodzieży (1991) przebudowano hol, zaś portal wejściowy od strony miasta obłożono piaskowcem.
Przy dworcu znajduje się budynek nastawni postawionej w latach 80 XX wieku z myślą o uruchomieniu urządzeń przekaźnikowych. Pod koniec roku 2003 usunięto mechaniczne urządzenia sterowania ruchem i zastąpiono je umieszczonym w nastawni systemem komputerowym. W 1991 roku perony wyposażono w pragotronowy system informacji pasażerskiej, a ściany poczekalni wyłożono piaskowcem. We wrześniu 2009 zamknięto kasę.
W 2009 roku na stacji odkryto ludzkie szczątki, które najprawdopodobniej pochodzą z czasów II wojny światowej. 7 lipca śledczy Instytutu Pamięci Narodowej poinformowali o odnalezieniu 4 szkieletów. W odkrytych grobach pochowano najprawdopodobniej ludzi zmarłych wskutek nieludzkiego traktowania podczas transportu kolejowego. Kolejne badania prowadzone w maju i sierpniu 2010 roku określiły liczbę odkrytych ofiar na szesnaście. Pochowano je we wspólnym grobie na Cmentarzu Komunalnym przy ul. Radomskiej.
W lutym 2013 roku PKP SA rozpisały przetarg na projekt remontu dworca, przetarg na prace budowlane zapowiedziano natomiast na koniec tego samego roku. Wstępna data zakończenia prac budowlanych nie została podana – miało ono nastąpić już po uruchomieniu protezy koniecpolskiej. Plany remontu dworca obejmowały wymianę dachu, okien, drzwi, instalacji wodnej, kanalizacyjnej i elektrycznej oraz remont parkingu i elewacji wraz z montażem iluminacji nocnej, nową aranżację holu dworcowego obejmującą jego powiększenie i wyposażenie w wyświetlacze ciekłokrystaliczne oraz przebudowę toalet na przystosowane dla osób niepełnosprawnych. Pod koniec grudnia 2013 roku PKP SA zrezygnowały z remontu dworca z powodu rezygnacji Miejskiego Zarządu Dróg i Transportu z przejęcia budynku i braku możliwości komercyjnego zagospodarowania obiektu oraz jego stosunkowo dobrego stanu technicznego. Plany remontowe ograniczono do odnowienia peronów, które zrealizowały PKP Polskie Linie Kolejowe. W sierpniu 2014 roku ponownie otwarto temat remontu budynku dworca, obejmującego odnowienie elewacji wraz z wymianą stolarki okiennej i drzwiowej, remont dachu, holu dworca, kas biletowych i toalet wraz z budową parkingu przystosowanego dla osób niepełnosprawnych. W ramach prac wykonano termomodernizację elewacji, wymieniono dach, wyremontowano toalety, odświeżono wnętrze budynku i wyposażono poczekalnię w ławki. W budynku pojawiła się także kasa PKP IC. W ramach prac wybudowano od nowa perony, zamontowano na nich wiaty, ławki tablice z rozkładami jazdy. W czasie remontu peron pierwszy skrócono z 340 do 180 m, a peron drugi z 400 do 350 metrów.
14 grudnia 2014 na stacji Częstochowa Stradom zaczęły się zatrzymywać pociągi kategorii Express InterCity Premium obsługiwane składami ED250 Pendolino.
W październiku 2015 r. PKP PLK zapowiedziały budowę tunelu do peronu 2, zadaszenie peronów i przejścia od hali dworca do wejścia do tunelu. Zgodnie z deklaracją inwestorską rozpisanie przetargu zaplanowano w styczniu 2016 roku, początek prac budowlanych w marcu, zakończenie do lipca 2016 roku. Przetarg ogłoszono w połowie lutego 2016 r. Prace rozpoczęły się pod koniec marca 2016 r. Przed rozpoczęciem Światowych Dni Młodzieży (20 lipca) oddano do użytku tunel wraz z zadaszeniem części peronu 2, a zadaszenie peronu 1 oraz przejścia do budynku dworca ukończono jesienią 2016 roku. Koszt inwestycji na stacji Stradom wyniósł 6,4 mln zł. W 2021 r. PKP PLK powiększyły wiatę na peronie nr 2 o 50 m oraz dwie otwarte i przeszklone poczekalnie.

## Galeria

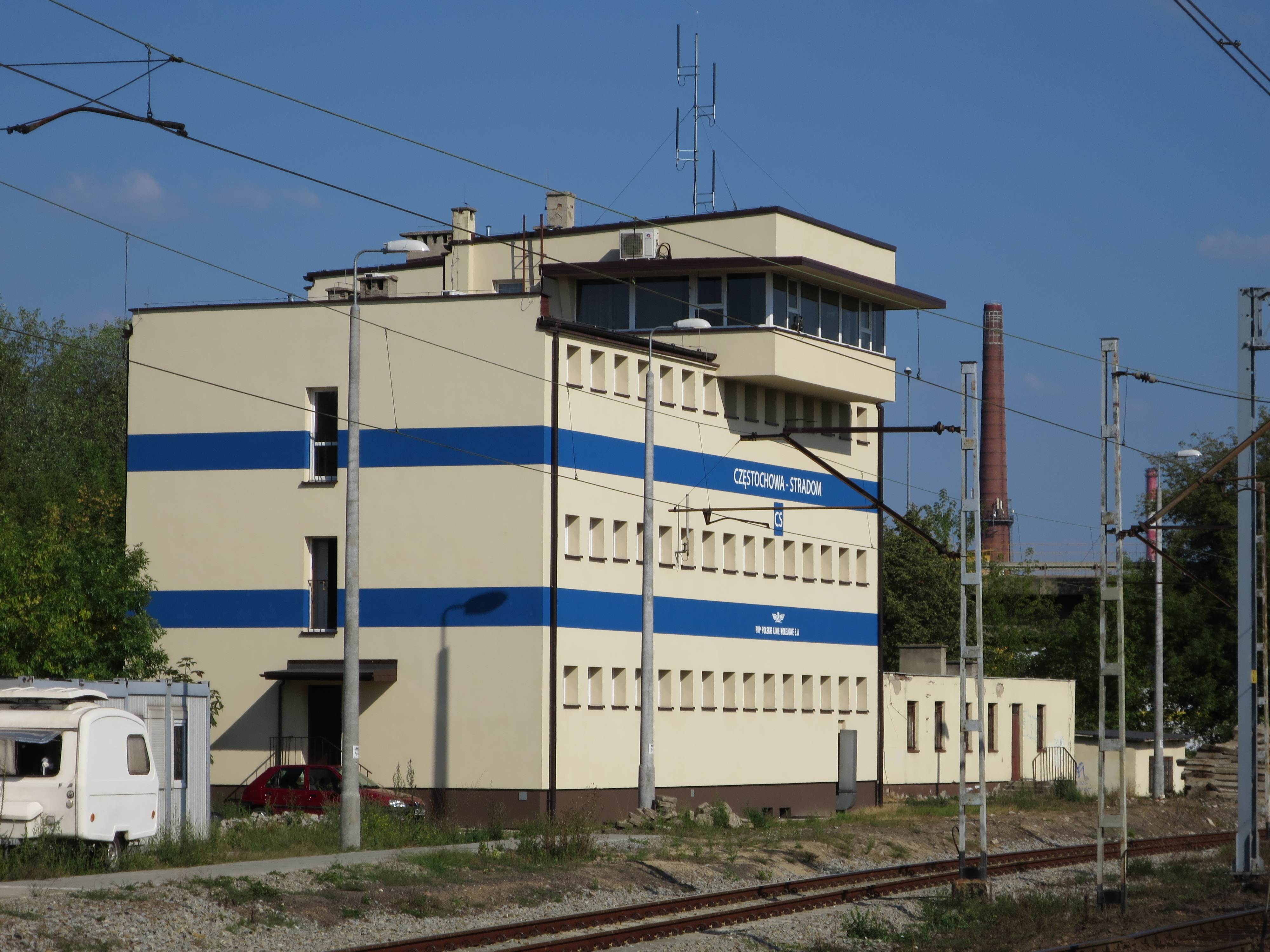
Nastawnia „CS”
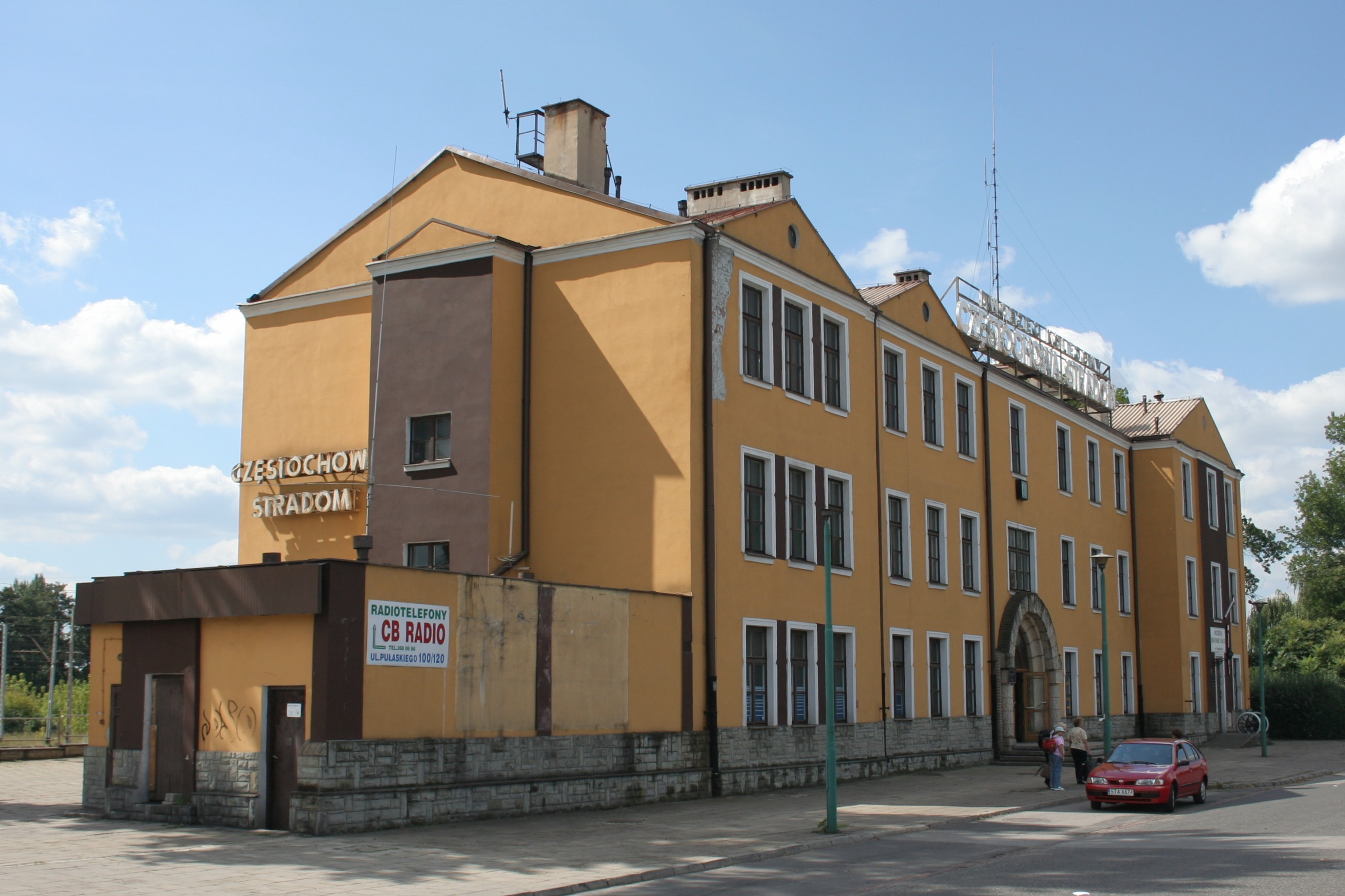
Dworzec od strony podjazdu dla samochodów (2009 r.)
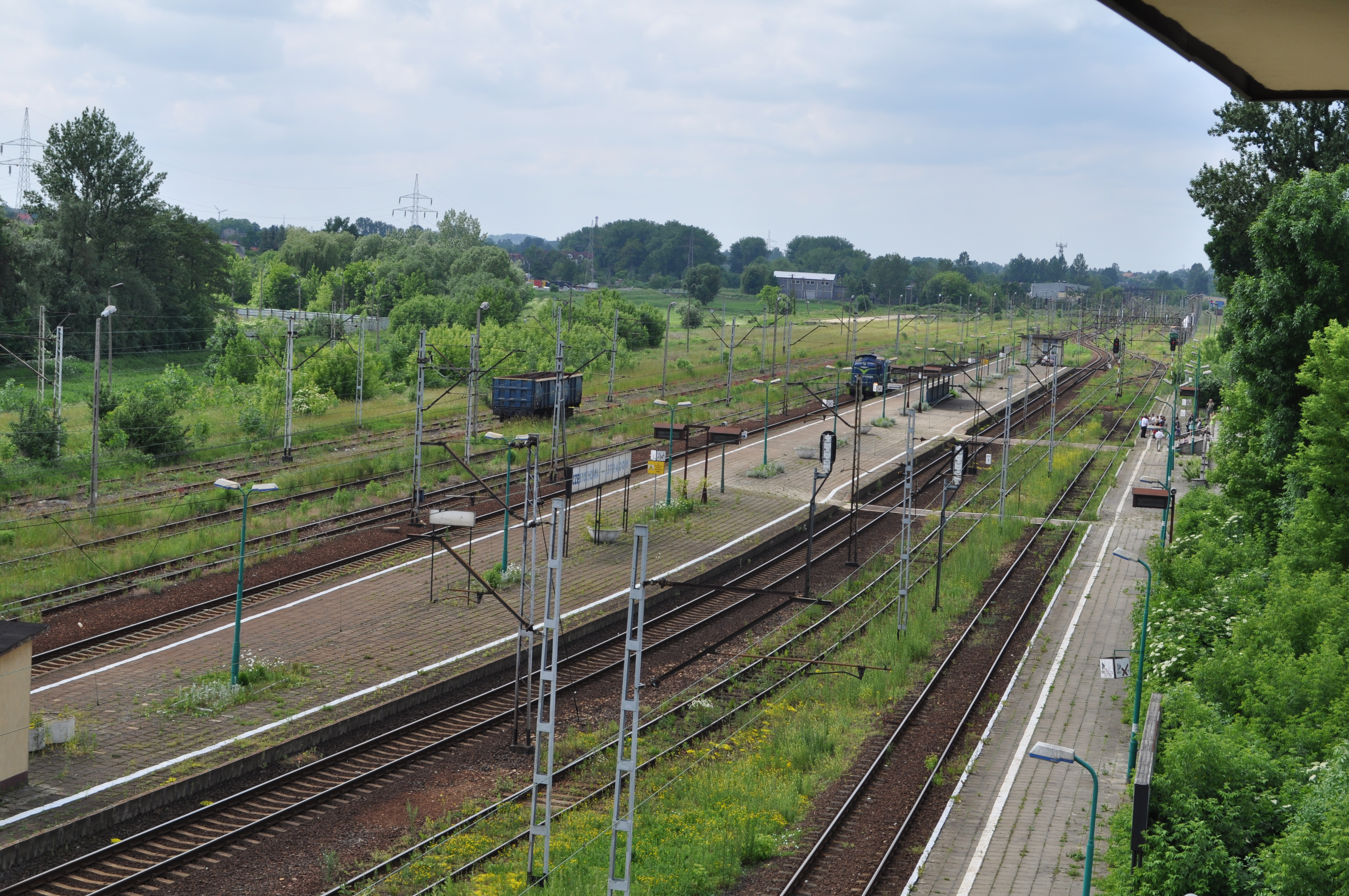
Widok z nastawni na perony (2010 r.)
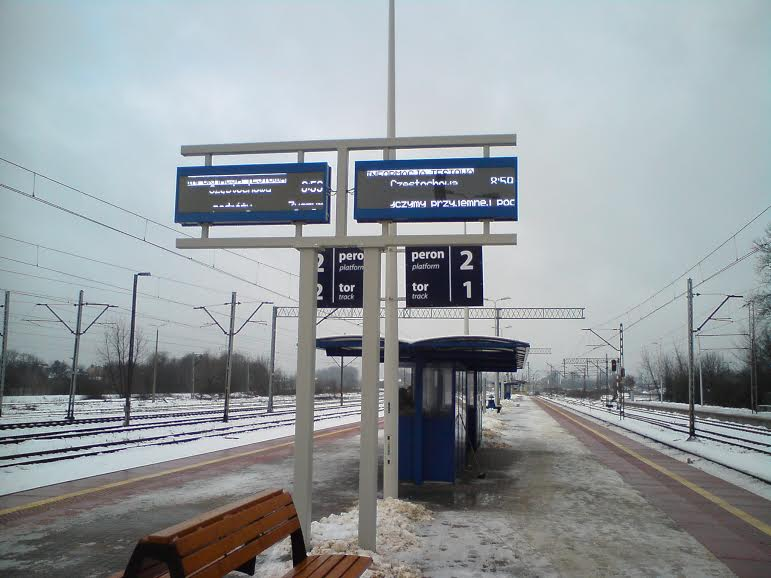
Peron 2 (2015 r.)
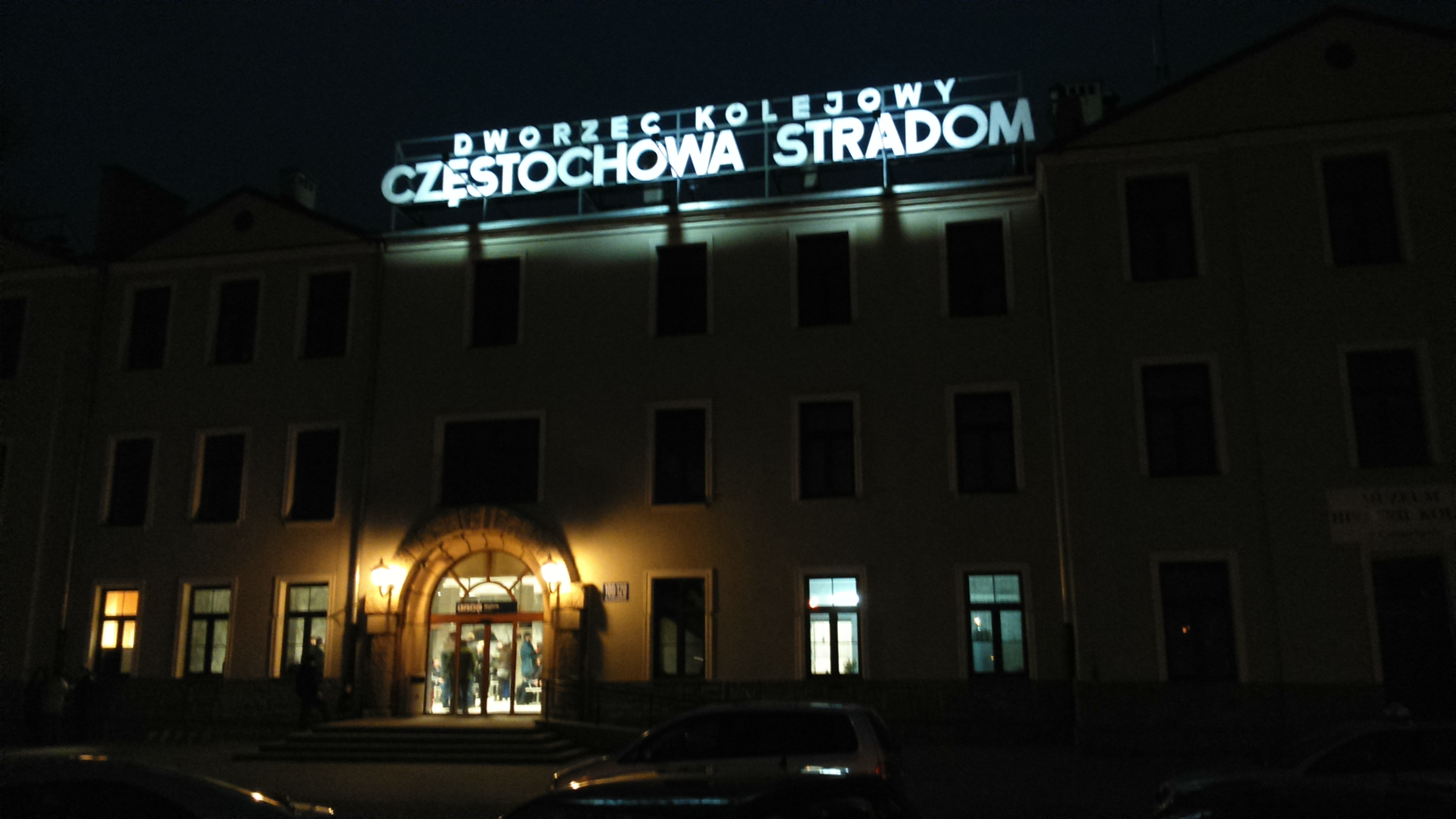
Dworzec nocą od strony podjazdu dla samochodów (2015 r.)
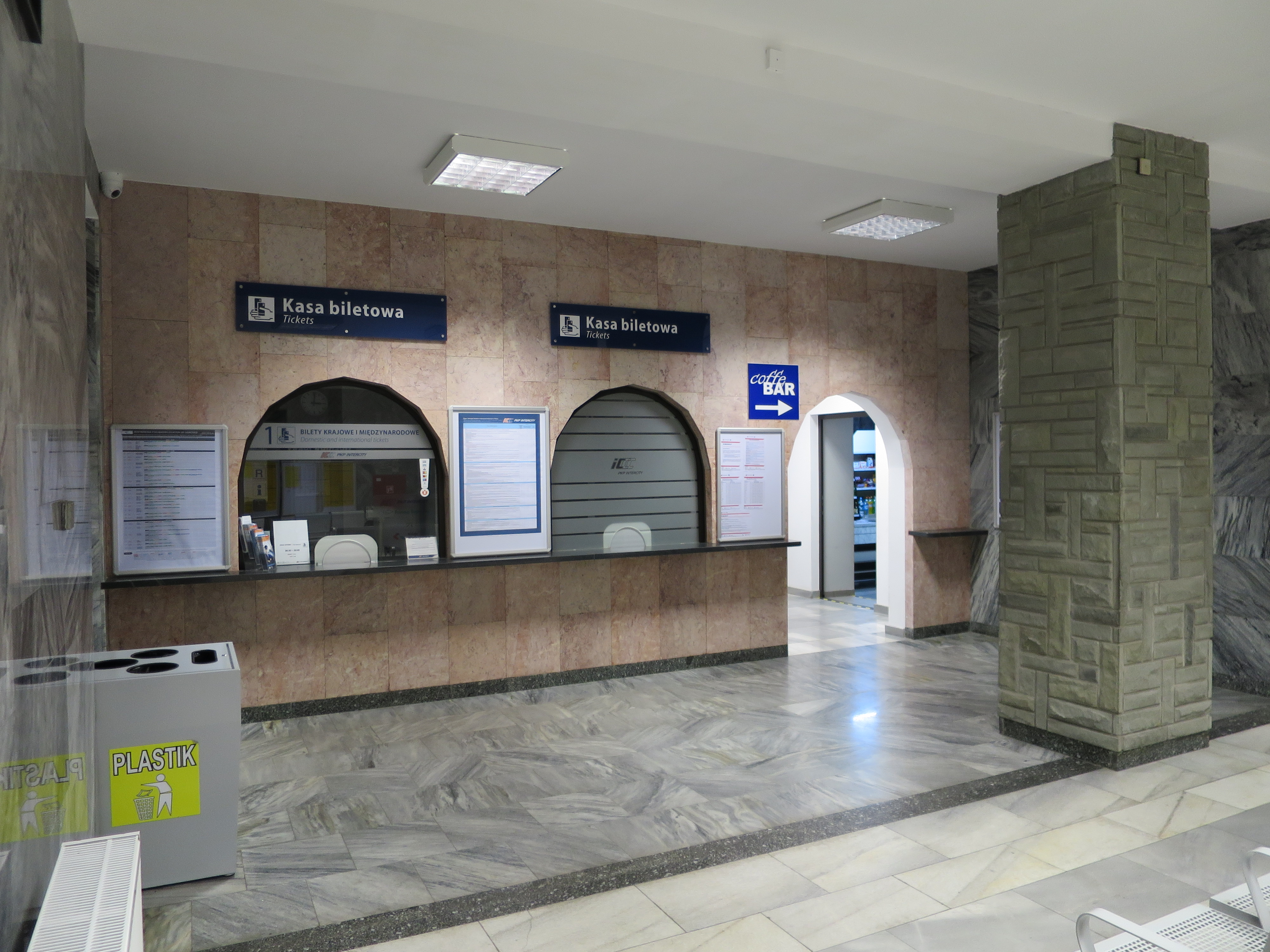
Kasy biletowe
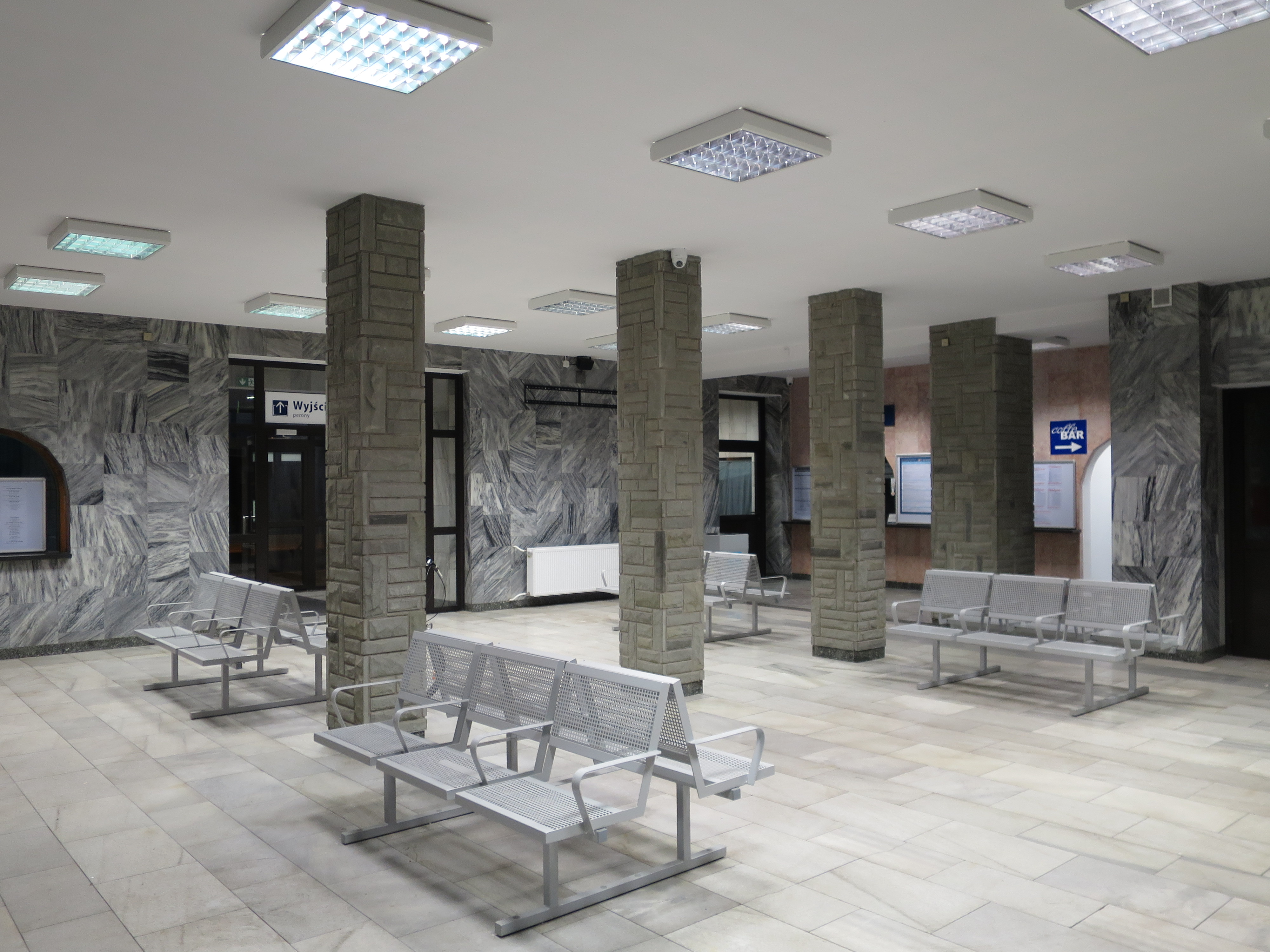
Poczekalnia